# Cảng Vân Phong
Cảng Vân Phong là dự án cảng tổng hợp quốc gia nằm trong vịnh Vân Phong, khu kinh tế Vân Phong tỉnh Khánh Hòa, Việt Nam. Theo các nhà hoạch định, Vịnh Vân Phong có tiềm năng lớn cho việc xây dựng một cảng trung tâm (hub port).
Hiện tại, cảng Vân Phong chỉ có 2 khu bến. Một là khu bến Mỹ Giang ở phía nam vịnh Vân Phong chuyên dùng cho dầu và sản phẩm dầu có năng lực tiếp nhận tàu chở hàng lỏng đến 350 nghìn DWT và dự kiến là 400 nghìn DWT vào năm 2020. Hai là khu bến Dốc Lết-Ninh Thủy ở tây nam vịnh Vân Phong chuyên dùng cho hàng rời. Theo quy hoạch, cảng Vân Phong sẽ có khu bến thứ ba và sẽ là khu bến chính, cảng trung chuyển container, đó là khu bến Đầm Môn ở phía bắc vịnh Vân Phong.
Ý tưởng đầu tiên về Cảng trung chuyển container được kỹ sư Doãn Mạnh Dũng - tổng thư ký Hội Khoa học kỹ thuật biển Thành phố Hồ Chí Minh đưa ra trong "Hội thảo quy hoạch du lịch Văn Phong- Đại Lãnh" tại Nha Trang năm 1997. Ý tưởng này đã nhận được sự quan tâm của nhiều chuyên gia trong ngành cũng như các nhà đầu tư, tuy nhiên phải sau đó 12 năm dự án cảng container này mới chính thức được triển khai.

## Khu kinh tế Vịnh Vân Phong
Trong Quyết định 51 ngày 11/3/2005, Thủ tướng chính phủ đã phê duyệt kế hoạch tổng thể phát triển Khu Kinh tế Vịnh Vân Phong thành một trung tâm kinh tế quan trọng với một kho xăng dầu và bãi container lớn đến năm 2020. Giai đoạn đầu tư thứ nhất sẽ được phê duyệt 100 triệu đô la để phát triển đường bộ, một cầu tàu 600 mét, khu chứa, kho ngoại quan và nâng cấp mạng điện. Giai đoạn tiếp theo xây 41 cầu tàu có thể xếp dỡ 17 triệu TEU/năm trước 2020.
Vào ngày 9/12/2007, Công ty liên doanh TNHH Kho xăng dầu ngoại quan Vân Phong đã khởi công xây dựng kho xăng dầu ngoại quan Vân Phong tại khu kinh tế Vân Phong, với tổng vốn đầu tư trên 170 triệu đô la Mỹ, chia thành 2 giai đoạn với tổng dung tích chứa của kho lên 1 triệu m3, dự kiến năm 2011 sẽ đưa vào hoạt động, 29 bể chứa các sản phẩm xăng và dầu, hệ thống 4 cầu cảng có thể tiếp nhận tàu trọng tải lên đến 150.000 tấn.
Ngoài ra, Công ty Cổ phần Đầu tư & Phát triển Vân Phong cũng đã được thành lập để huy động đầu tư và triển khai các dự án.

## Tiềm năng của Vân Phong

### Độ sâu tự nhiên
Điểm đặc biệt nhất của vịnh Vân Phong là độ sâu tự nhiên tốt. Trong tổng số 110 km bờ biển có thể làm cảng tại Vịnh thì có tới 60 km bờ bán đảo Hòn Gốm và Hòn Lớn có độ sâu từ 15 - 22m. Ngoài ra, luồng vào cảng ngắn có độ sâu trên 22 m và ổn định do không có dòng sông lớn hay hải lưu chảy vào. Độ sâu này gấp hai lần độ sâu giới hạn của luồng vào cảng Sài Gòn (10m), và gấp hơn 4 lần của cảng Hải Phòng (7m). Chiều rộng luồng nơi hẹp nhất là trên 400 m, cho phép tàu có thể lưu hành hai chiều thuận tiện và an toàn.

### Địa hình
Vân Phong có bán đảo Hòn Gốm che chắn phía Đông và phía Bắc nên tránh được sóng, và có độ kín gió tốt nhất trong tất cả các cảng của Việt Nam, an toàn cho tàu ra vào cảng. Khu vực mặt nước của cảng cũng khá lớn với trên 43.500 héc ta, gấp ba lần vịnh Cam Ranh gần đó. Mặt đất bán đảo Hòn Gốm và Hòn Lớn rộng 13.800 ha. Về tính ổn định của địa chất nền móng, nơi đây hoàn toàn không có núi lửa và động đất. Chân núi là đá granit, không có hang động, thuận lợi cho việc xây dựng các công trình vĩnh cửu.

### Vị trí thuận lợi
Vịnh Vân Phong là điểm cực đông của bán đảo Đông Dương, là vùng bờ biển Việt Nam gần nhất với các tuyến đường biển quốc tế; nằm ngay trên ngã ba đường hàng hải quốc tế (tuyến châu Âu-bắc Á, châu Úc-đông Bắc Á, tuyến Vân Phong-Manila-Panama hoặc tuyến San Francisco (Mỹ) hoặc Victoria (Canada). Ngoài ra, từ Vân Phong vượt Thái Bình Dương là quãng đường ngắn nhất so với Hongkong và Singapore.
Ngoài ra, dự án của Thái Lan thực hiện kênh đào Kra nối liền Vịnh Thái Lan với Ấn Độ Dương, sẽ có tác động lớn đến vận chuyển hàng hải quốc tế. Kênh đào này sẽ mở đường trực tuyến cho tàu viễn dương từ châu Âu qua châu Á, Thái Bình Dương mà không còn phải đi qua eo biển Malacca và Singapore. Cảng Vân Phong sẽ là cảng biển lớn đầu tiên trên tuyến đường này.

## Vốn đầu tư
Tổng chi phí ước tính của toàn bộ dự án lên tới hàng tỷ đô la Mỹ, thực sự là một thách thức lớn đối với các nhà hoạch định. Ban đầu, có đề xuất là Tổng công ty Hàng hải Việt Nam (Vinalines) sẽ đầu tư hai bến đầu tiên, nhưng chi phí 160 triệu USD quá khả năng của Vinalines. Trong khi các nhà hoạch định kỳ vọng có thể huy động vốn từ tất cả các nguồn có thể, thì vốn viện trợ phát triển chính thức ODA (nguồn tài chính chủ yếu cho nhiều dự án vận tải ở Việt Nam) lại không khả thi do những khó khăn nội bộ của các nhà tài trợ. Kết quả là, đầu tư nước ngoài có thể được xem là nguồn khả dĩ duy nhất. Hình thức đầu tư chưa được công bố chính thức. Tuy nhiên nhiều người dự đoán rằng dự án cảng này sẽ được phát triển thông qua hình thức đầu tư phổ biến BOT có liên quan tới yếu tố đầu tư nước ngoài. Thành phần tư nhân khai thác cảng có thể sử dụng cảng làm tài sản thế chấp ngân hàng, trong khi các ngân hàng kiểm soát tất cả các nguồn thu và hoàn tất các khoản thanh toán đầu tư. Theo tiến sĩ Chu Quang Thức, nguyên Cục trưởng Cục hàng hải Việt Nam cho rằng BOT là cơ chế phù hợp nhất cho dự án cảng Vân Phong.

## Khởi công
Lễ khởi công dự án khu bến Đầm Môn giai đoạn 1 lẽ ra đã được tiến hành từ 25.1.2008. Tuy nhiên, ngày 15.1.2008, phó Thủ tướng Hoàng Trung Hải có công văn yêu cầu dừng khởi công, để làm rõ một số vấn đề liên quan.
Nguyên nhân của trục trặc này là từ cuối năm 2007 liên doanh POSCO (Hàn Quốc) - VINASHIN cũng muốn đầu tư vào khu vực Đầm Môn, xây dựng tổ hợp luyện thép – nhiệt điện, với tổng mức đầu tư khoảng 11 tỉ USD. Dự án của Posco bị nhiều bộ ngành hữu quan phản ứng, vì quan ngại ô nhiễm môi trường, phá vỡ quy hoạch khu kinh tế Vân Phong và lấn mất phần lớn diện tích dự kiến dành cho cảng trung chuyển quốc tế Vân Phong. Báo chí, công luận và rất nhiều nhà khoa học, nhà quản lý, chuyên gia cũng lên tiếng phản đối mạnh mẽ dự án của Posco ở Vân Phong. Ngày 13.11.2008, phó Thủ tướng Hoàng Trung Hải có công văn đề nghị tỉnh Khánh Hòa chính thức từ chối Posco đặt nhà máy thép ở Vân Phong.
Sau một thời gian dài trì hoãn, ngày 31/10/2009, cảng trung chuyển container quốc tế Vân Phong đã chính thức khởi công. Giai đoạn khởi đầu, không giống với dự đoán về vốn đầu tư nước ngoài theo hình thức BOT (như đã nêu trên), chính Vinalines làm chủ đầu tư xây dựng 2 cầu tàu có tổng chiều dài bến 690m tại khu vực Đầm Môn (vịnh Vân Phong, tỉnh Khánh Hoà) với hệ thống trang thiết bị bốc xếp, kho bãi, cơ sở hạ tầng kỹ thuật đồng bộ, hiện đại, đạt tiêu chuẩn quốc tế, tạo tiền đề kích thích đầu tư các bước tiếp theo. Mỗi cầu tàu có thể tiếp nhận tàu container công suất đến 9.000 TEU (container tiêu chuẩn 20f), khả năng thông qua 0,5 triệu TEU/năm. Chính phủ Việt Nam đã quyết định chọn cảng Vân Phong làm cảng cấp quốc gia cửa ngõ quốc tế (loại 1A).
Dự kiến, cầu tàu thứ nhất sẽ được hoàn tất trong 18 tháng, riêng khu dịch vụ sau cảng như khu kho bãi container tiêu chuẩn quốc tế cũng như các khu dịch vụ liên quan khác cho hai bến khởi động sẽ được hoàn thành trước. Toàn bộ công trình sẽ được hoàn thành và đưa vào khai thác vào năm 2013, có khả năng thông qua 0,5 triệu TEU/năm. Dự án giai đoạn khởi động được thiết kế bởi các công ty tư vấn Nippon Koei (Nhật Bản) và Port Coast (Việt Nam).
Theo báo Giao thông vận tải, tổng vốn đầu tư của giai đoạn này lên tới hơn 4.000 tỷ đồng, được thu xếp từ 3 nguồn. Thứ nhất là nguồn vốn tự có thông qua lợi nhuận tích lũy được của Tổng công ty Hàng hải Việt Nam (Vinalines). Thứ hai là nguồn vốn có được từ việc cơ cấu lại một số khoản đầu tư tài chính có tính thanh khoản cao, hiệu quả cao. Và cuối cùng, với uy tín và hệ số tín nhiệm của Vinalines trong những năm vừa qua, Tổng công ty cũng đã thu xếp được một số khoản vay tại các ngân hàng lớn.
Thực ra, theo quy hoạch trước đây được Chính phủ phê duyệt, hai bến khởi động của cảng Vân Phong được thiết kế để đón tàu 6.000 TEU. Nhưng Vinalines nhận thấy đây là cảng trung chuyển phải tiếp nhận những tàu cỡ lớn nhất trên thế giới nên việc xây cầu tàu 6.000 TEU sẽ không tạo lợi thế cạnh tranh. Vì vậy, Tổng công ty này đã xin phép điều chỉnh lại thiết kế kỹ thuật hai bến khởi động để tiếp nhận được tàu 9.000 TEU. Sau hai bến đầu tiên này, Vinalines có kế hoạch xây các bến có thể tiếp nhận tàu từ 12.000 - 15.000 TEU.

## Các giai đoạn của dự án
Cảng trung chuyển quốc tế đầu tiên tại Việt Nam đã chính thức được khởi công tại Vịnh Vân Phong, nơi được coi là duy nhất ở Việt Nam có thể xây dựng cảng trung chuyển quốc tế do hội tụ các điều kiện lý tưởng như: vịnh kín gió, nước sâu, rộng, vị trí đắc địa. Việc xây dựng cảng Vân Phong đánh dấu sự tham gia của Việt Nam vào việc điều phối, trung chuyển hàng hóa trong khu vực và thế giới, cạnh tranh với các cảng trong khu vực như Singapore, Malaysia.
Toàn bộ dự án Cảng trung chuyển quốc tế Vân Phong được chia làm 4 giai đoạn:
- Giai đoạn khởi động (đã bắt đầu từ 31/10/2009),gồm khu bến cảng, luồng tàu và vũng quay trở, đường giao thông ngoài cảng, trong đó khu bến cảng gồm hai bến với tổng chiều dài bến 690m, diện tích cảng 41,5ha, có khả năng tiếp nhận tàu container sức chở tới 9.000 TEU, đáp ứng lượng hàng thông qua 0,71 triệu TEU/năm, dự kiến hoàn thành vào năm 2013.
- Giai đoạn 1 (2010 - 2015),sẽ xây dựng tại bờ Đông vũng Đầm Môn (Cổ Cò) và về phía bắc Hòn Ông 4 bến cho tàu container sức chở đến 9.000 TEU và 5 bến cho tàu feeder. Tổng diện tích toàn cảng là 118 - 125ha, tổng chiều dài bến 1.680-2.260m, đáp ứng lượng hàng thông qua 1,05 - 2,1 triệu TEU/năm.
- Giai đoạn 2 (đến năm 2020), sẽ xây dựng tại phía Bắc vũng Đầm Môn 8 bến cho tàu container sức chở đến 12.000 TEU và 8 bến cho tàu feeder. Tổng diện tích toàn cảng 405ha, tổng chiều dài 4.450 - 5.710m, đáp ứng lượng hàng thông qua 4 - 4,5 triệu TEU/năm.
- Giai đoạn tiềm năng, khả năng thông qua toàn cảng vào khoảng 14,5-17 triệu TEU/năm. Cảng được xây dựng hoàn chỉnh trong vũng Đầm Môn, gồm 25 bến cho tàu container sức chở đến 15.000 TEU và 12 bến cho tàu feeder. Tổng diện tích toàn cảng 750ha, tổng chiều dài bến 11.880 - 12.590m.

Như vậy đến năm 2020, khi toàn bộ dự án cảng container quốc tế này hoàn thành và đi vào hoạt động, cảng Vân Phong có thể tiếp nhận được những con tàu container thế hệ PS-class như Emma Maersk (đang là tàu container lớn nhất thế giới hiện nay), thậm chí cả những con tàu lớn hơn trong tương lai. Cảng sẽ đáp ứng lượng hàng thông qua 4,5 triệu TEU/năm, với 8 bến cho tàu container sức trở đến 12.000 TEU và 8 bến cho tàu feeder. Tổng diện tích toàn cảng 405 ha, tổng chiều dài bến 5.710 m. Cảng trung chuyển quốc tế Vân Phong đi vào hoạt động không chỉ tạo bước đột phá cho phát triển cảng biển Việt Nam mà còn là động lực quan trọng góp phần thúc đẩy kinh tế - xã hội cả khu vục miền Trung phát triển nhanh, từng bước hiện thực hoá chiến lược biển Việt Nam.